# Distribución multinomial
En teoría de probabilidad, la distribución multinomial o distribución multinómica es una generalización de la distribución binomial.
La distribución binomial es la probabilidad de un número de éxitos en N sucesos de Bernoulli independientes, con la misma probabilidad de éxito en cada suceso. En una distribución multinomial,  el análogo a la distribución de Bernoulli es la distribución categórica, donde cada suceso concluye en únicamente un resultado de un número finito K de los posibles, con probabilidades {\displaystyle p_{1},\dots ,p_{k}} (tal que {\displaystyle p_{i}\geq 0} para i entre 1 y K y {\displaystyle \sum _{i=1}^{k}p_{i}=1}); y con n sucesos independientes.
Entonces sea la variable aleatoria {\displaystyle X_{i}}, que indica el número de veces que se ha dado el resultado i sobre los n sucesos. El vector {\displaystyle X=(X_{1},...,X_{k})} sigue una distribución multinomial con parámetros n y p, donde {\displaystyle p=(p_{1},...,p_{k})}.
Nótese que en algunos campos las distribuciones categórica y multinomial se encuentran unidas, y es común hablar de una distribución multinomial cuando el término más preciso sería una distribución categórica.

## Especificación

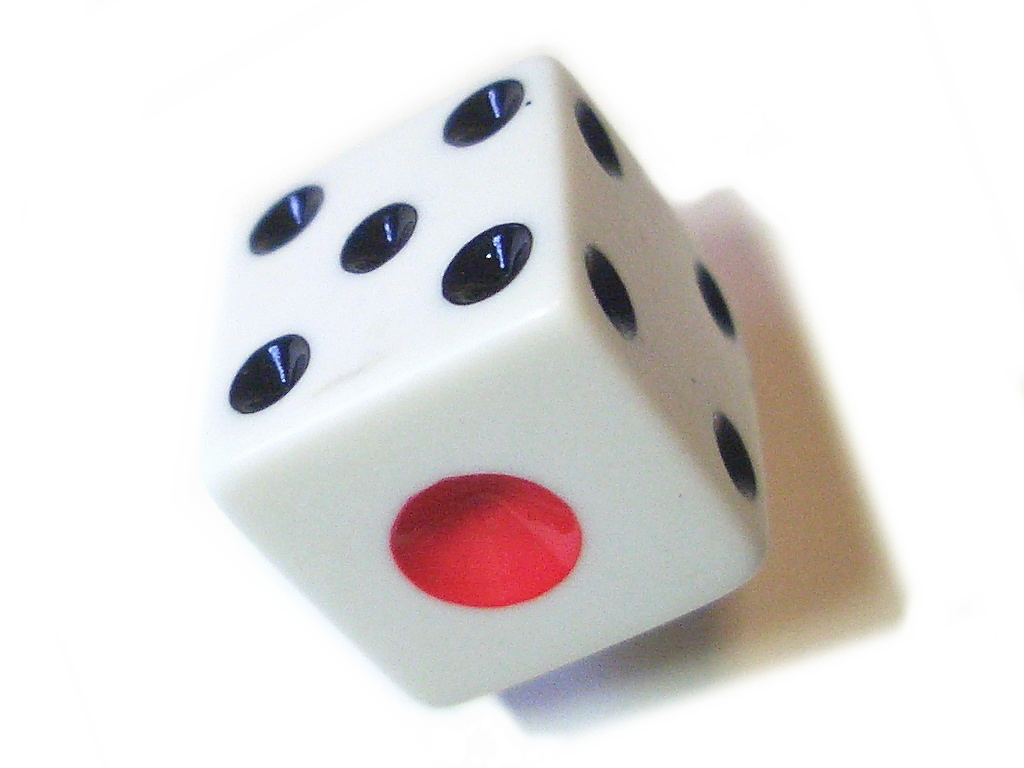
Dado de 6 caras

### Función de probabilidad
La función de probabilidad de la distribución multinomial es como sigue:
{\displaystyle {\begin{aligned}f(x_{1},\ldots ,x_{k};n,p_{1},\ldots ,p_{k})&{}=\Pr(X_{1}=x_{1}{\mbox{ y }}\dots {\mbox{ y }}X_{k}=x_{k})\\\\&{}={\begin{cases}{\displaystyle {n! \over x_{1}!\cdots x_{k}!}p_{1}^{x_{1}}\cdots p_{k}^{x_{k}}},\quad &{\mbox{cuando }}\sum _{i=1}^{k}x_{i}=n\\\\0&{\mbox{En otros casos,}}\end{cases}}\end{aligned}}}
Para enteros no negativos x1, ..., xk.

## Propiedades
La esperanza matemática del suceso i observado en n pruebas es:
{\displaystyle \operatorname {E} (X_{i})=np_{i}.\,}
La varianza es:
{\displaystyle \operatorname {var} (X_{i})=np_{i}(1-p_{i}).\,}
- Datos: Q1147928